# Guo Huai
En aquest nom xinès, el cognom és Guo.
Guo Huai (187-255 EC), nom estilitzat Boji (伯済), va ser un general militar de Cao Wei durant l'era dels Tres Regnes de la història xinesa. Va començar la seva carrera durant el període de la tardana Dinastia Han Oriental sota el senyor de la guerra Cao Cao. Més tard durant el regnat de Cao Pi, va ascendir de rangs i es va convertir en gran mariscal sota el comandament de Sima Yi.
Guo va derrotar a les tribus Di i Qiang diverses vegades i va defensar Cao Wei de les campanyes de Jiang Wei.

## En la ficció
En la novel·la històrica del Romanç dels Tres Regnes, mentre Guo perseguia una retirada de Jiang Wei durant les campanyes del nord d'aquest últim, Guo li abastà una fletxa del mateix Jiang Wei i va transir.